# Хун, Джефф
Джеффри Уильям Хун (англ. Geoffrey William Hoon; род. 6 декабря 1953[…], Дерби) — британский политик-лейборист.

## Биография
Сын железнодорожника Эрнеста Хуна и Джун Коллетт. Он получил образование в Nottingham High School. С 1972 по 1973 год работал на мебельной фабрике, после чего начал учиться в Колледже Иисуса Кембриджского университета. В 1974 году получил степень бакалавра права, а позже — магистра. С 1976 по 1982 год преподавал право в университете Лидса. Он также был приглашённым профессором в американском университете Луисвилля. В 1978 году начал адвокатскую практику в Grey's Inn. С 1982 по 1984 он вёл юридическую практику в Ноттингеме.
В 1984 году был избран в Европейский парламент в качестве представителя графства Дербишир. В 1992 году получил место в Палате общин в качестве представителя округа Эшфилд. Оставил парламент в 2010.
Министр обороны (1999–2005), лидер Палаты общин — лорд-хранитель Малой печати (2005–2006), государственный министр по делам Европы (1999, 2006–2007), парламентский секретарь Казначейства (2007–2008), министр транспорта (2008–2009).

## Личная жизнь
Женат, имеет троих детей.